# 綠低線魚
綠低線魚（学名：[Chrionema chlorotaenia] 错误：{{Lang}}：文本有斜体标记（帮助）），又名綠尾低線魚、鴨嘴鱚，为鯒狀魚科低線魚屬下的一个种，曾歸類於鴨嘴鱚科。